# William Louis Dickinson

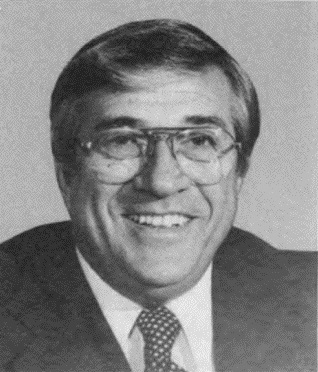
William Louis Dickinson.

William Louis "Bill" Dickinson, född 5 juni 1925 i Opelika, Alabama, död 31 mars 2008 i Montgomery, Alabama, var en amerikansk politiker (republikan). Han var ledamot av USA:s representanthus 1965–1993.
Kongressledamot George M. Grant besegrades i kongressvalet 1964 tydligt av Dickinson. Demokratiska partiet hade länge dominerat politiken på delstatsnivå i Alabama men 1964 års medborgarrättslag ledde till att vita väljare proteströstade för republikanerna och demokraterna tappade i Alabama hela fem mandat i USA:s representanthus den gången.
Dickinson ligger begravd på Rosemere Cemetery i Opelika.